# Tällihorn
Il Tällihorn (3.448 m s.l.m.) è una montagna svizzera della Catena del Weissmies nelle Alpi Pennine.

## Descrizione
Si trova nel Canton Vallese, è collocata ad oriente del Weissmies lungo la cresta che costeggia la Zwischbergental e scende verso Gondo.